# Кохила
Кохила (ест. Kohila) је општина у округу Рапла, северна Естонија. Кохила је административно средиште истоимене парохије. Према попису из 2006. године, на површини од 3,85 km², има 3.505 становника.